# Ulrike Kofler
Ulrike Kofler (* 1974 in Innsbruck) ist eine österreichische Filmeditorin, Filmregisseurin und Drehbuchautorin.

## Leben
Ulrike Kofler machte eine Ausbildung zur Fotografin an der Höheren Graphischen Bundes-Lehr- und Versuchsanstalt in Wien, wo sie auch das Fach Video belegte. Diese Ausbildung schloss sie 1997 mit Diplom ab. Danach studierte sie bis 2002 Schnitt an der Filmakademie Wien. Ihr Diplomfilm war Un peu beaucoup unter der Regie von Marie Kreutzer, mit der sie eine mehrjährige Zusammenarbeit verbindet. Von 2005 bis 2012 studierte Kofler an der Kunsthochschule für Medien Köln. Ihr dortiger Diplomfilm Wir fliegen, bei dem sie Regie führte und zu dem sie das Drehbuch verfasste, wurde mehrfach ausgezeichnet.
Neben ihrer Tätigkeit als Editorin bei Film- und Fernsehproduktionen widmete sich Ulrike Kofler der medienpädagogischen Filmarbeit mit Jugendlichen, Migranten sowie geistig und körperlich behinderten Menschen. Von ihr stammen zudem zahlreiche Videoinstallationen für Theateraufführungen.
Kofler ist Mitglied im Österreichischen Verband Filmschnitt und in der Akademie des Österreichischen Films.
Ihr Regie-Langspielfilmdebüt Was wir wollten wurde vom Fachverband der Film- und Musikwirtschaft als österreichischer Kandidat für den besten internationalen Film für die Oscarverleihung 2021 vorgeschlagen.

## Filmografie
- 1999: 1/60 Licht (Regie, Schnitt)
- 2000: 14 ½ (Regie, Drehbuch, Schnitt)
- 2000: Cappy Leit (Schnitt)
- 2003: Un peu beaucoup (Schnitt)
- 2004: Die sieben Todsünden – Trägheit (Schnitt)
- 2006: Nach Trennung Mord (Schnitt)
- 2006: Was tun gegen Stalker? (Schnitt)
- 2007: Die Lücke im System (Regie, Drehbuch, Schnitt, Ton)
- 2008: Punch Noël (Schnitt)
- 2010: Doof (Regie, Drehbuch, Schnitt)
- 2011: Just Ballet (Schnitt)
- 2011: Die Vaterlosen (Schnitt)
- 2013: Das Waisenhaus für wilde Tiere (drei Folgen) (Schnitt)
- 2013: Wir fliegen (Regie, Drehbuch)
- 2015: Gruber geht (Schnitt)
- 2016: Was hat uns bloß so ruiniert (Schnitt)
- 2017: Wilde Maus (Schnitt)
- 2017: Stadtkomödie – Die Notlüge (Schnitt)
- 2018: Die Wunderübung (Schnitt)
- 2019: Der Boden unter den Füßen (Schnitt)
- 2020: Was wir wollten (Regie, Drehbuch)
- 2021: Landkrimi – Vier (Schnitt)
- 2022: Corsage
- 2023: Sexuell verfügbar (Regie)
- 2024: Gina (Drehbuch, Regie)
- 2025: Landkrimi – Acht (Schnitt)

## Auszeichnungen
- Preis der Jugendjury und Publikumspreis im Österreich-Wettbewerb, Vienna Independent Shorts 2013 (für Wir fliegen)
- Bester österreichischer Film, Shortynale 2013 (für Wir fliegen)
- Lobende Erwähnung, Leeds International Film Festival 2013 (für Wir fliegen)
- Bester Kurzfilm, Brussels Short Film Festival 2014 (für Wir fliegen)[7]
- Diagonale-Preis Schnitt 2017 (Beste künstlerische Montage Spielfilm) für Wilde Maus gemeinsam mit Monika Willi und Christoph Brunner
- Förderpreis des Carl-Mayer-Drehbuchpreises 2019 für Full House[8]